# Rabino

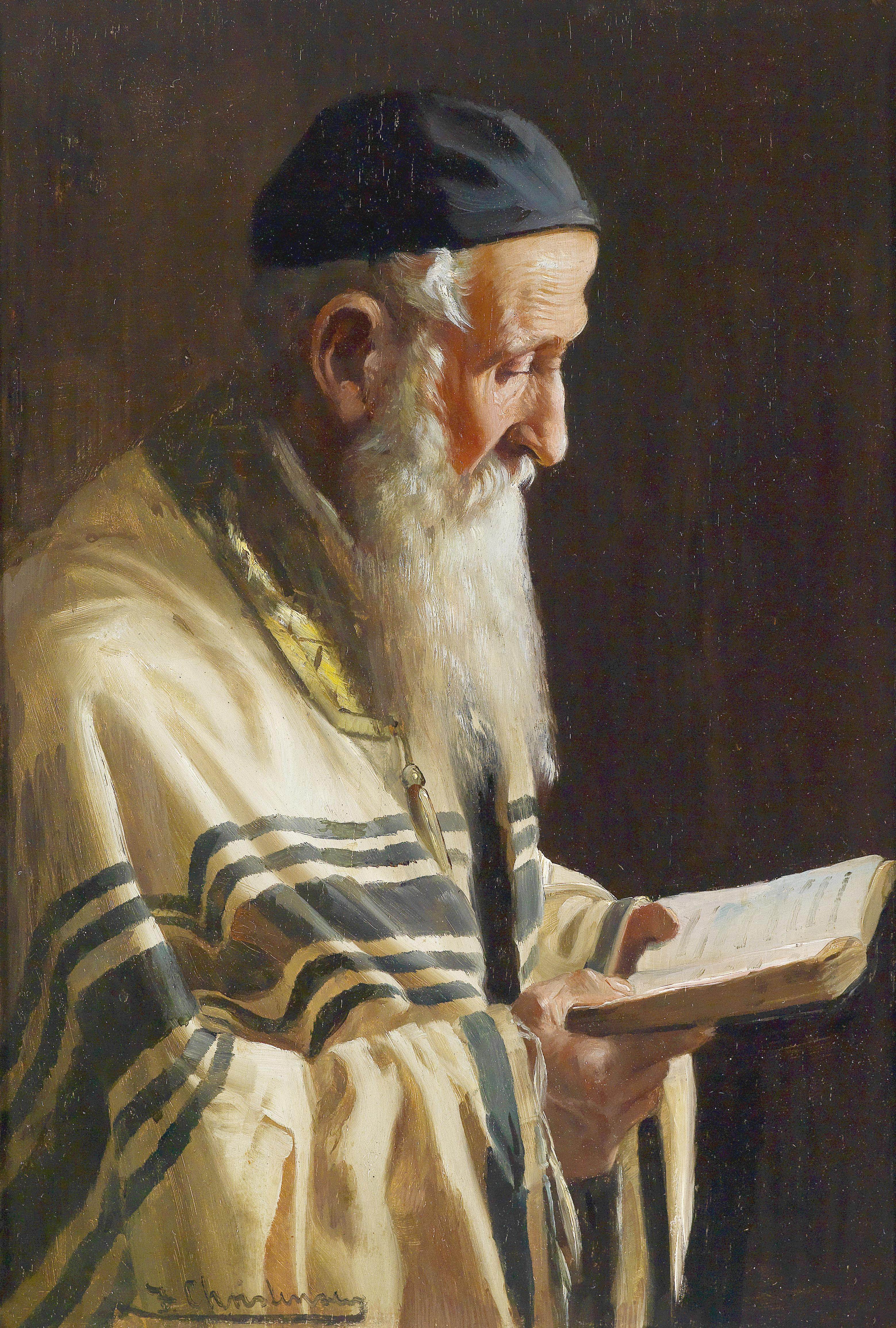
Un rabino, en 1900.

En el judaísmo, un rabino (en hebreo רַבִּי rabī (en yidis se acuñó el término רבה Rebeh)) es equivalente a maestro o "su excelencia". La palabra rabino deriva de la raíz hebrea רַב rav, la cual significa, en hebreo bíblico, "abundante" o, en arameo, "distinguido".
Era una figura netamente farisaica en sus orígenes, hacia el siglo III a. C., perseguía desplazar a los falsos sumos sacerdotes del partido (Kat/Majlaqah) saduceo, a través del culto sinagogal, pero es desde el año 70 d. C., tras la desaparición del segundo templo a manos del ejército del "imperio impío" (imperio romano), que logró instaurarse como la nueva autoridad y escuela espiritual de los judíos.

## Historia
En la antigüedad llegaron a existir tres denominaciones, dependiendo del origen: Rabán (exclusivo de la Escuela de Hilel el viejo), Rabí (de las escuelas galileas) y Rav, de las escuelas orientales de origen y tradición babilónica. Las últimas dos se distinguían por el rito de ordenación: En Galilea no se requería Smijáh o imposición de manos, mientras que en la otra sí. De este modo, eran conocidos los dirigentes de las sinagogas judías, aunque a otros todavía no ordenados, pero reconocidos, se les llamaba talmid jajam (en hebreo: תלמיד חכם‎, lit. 'discípulo del sabio') o talmid jajamim ('discípulo de sabios').
En los últimos siglos se ha revocalizado la expresión Rabino ("mi maestro"). Esta expresión ha venido usándose gradualmente como título de respeto. El sufijo pronominal "i" ("mi") ha perdido su significado por el frecuente uso del término. Hoy, un rabino es un maestro experto en la ley (Halajáh) judía y en la interpretación de la Torá (Midrásh). También se aplica este término al jefe espiritual de una sinagoga.
Rabinar era el término usado en la Edad Media para denominar la degollina apta según el rito judío, la cual convierte la carne del animal en casher o apta para el consumo.
El rabinismo es el equivalente a exégesis judía, o sea, la interpretación de los textos de la Torá según las normas tradicionales de la exégesis, extensamente usada en el judaísmo tradicional.
Hoy por hoy, la preparación de un rabino incluye una carrera profesional en cualquier área, estudios judaicos en una Yeshivá durante unos tres años y medio, un examen de psico-conducta, un año de servicio al lado de un rabino en ejercicio y, de manera ineludible, estar casado para poder ejercer funciones en una sinagoga; debe hablar hebreo y por lo menos algo de arameo, así como estar especializado ya sea en degüello de animales según la Kashrut, o en Miláh (circuncisión) entre otras.

### Reseña histórica
Rabí no es una ocupación que se encuentre en la Biblia hebrea, y las generaciones antiguas no emplearon títulos relacionados como Rabán, Rabino o Rav para describir ni a los sabios babilonios ni a los sabios de Israel. Por ejemplo, Hillel I y Shammai (los líderes religiosos de principios del siglo I) no tenían ningún título rabínico antepuesto a sus nombres. Los títulos "Rabán" y "Rabí" se mencionan por primera vez en la literatura judía en la Mishná. Rabán se utilizó por primera vez para Rabban Gamaliel el anciano, Rabban Simeón su hijo, y Rabban Yohanan ben Zakkai, todos ellos patriarcas o presidentes del Sanedrín en el siglo I. Los primeros receptores del título rabino incluyen a Rabí Zadok y Rabí Eliezer ben Jacob, comenzando en la época de los discípulos de Rabban Yohanan ben Zakkai. El título "Rabí" aparece (en transliteración griega ῥαββί rabino) en los libros del Mateo, Marcos, y Juan en el Nuevo Testamento, donde se utiliza en referencia a "escribas y fariseos", así como a Jesús. 
Según algunos, el título "rabino" o "rabán" se utilizó por primera vez después del año 70 EC para referirse a Yochanan ben Zakkai y a sus alumnos, y las referencias en textos rabínicos y en el Nuevo Testamento a rabinos anteriores al siglo I son anacronismos u honoríficos retroactivos.  Otros estudiosos creen que el término "rabino" era un título informal bien conocido a principios del siglo I de nuestra era y, por tanto, que las referencias judías y cristianas a los rabinos reflejan los títulos que de hecho se usaban en este período.
Los gobiernos de los reinos de Israel y Judá se basaban en un sistema que incluía a los reyes judíos, los profetas judíos, la autoridad legal del alto tribunal de Jerusalén, el Gran Sanedrín, y la autoridad ritual del sacerdocio. Los miembros del Sanedrín debían recibir su ordenación (semicha) en una línea ininterrumpida de transmisión desde Moisés, sin embargo, en lugar de referirse a ellos como rabinos se les llamaba sacerdotes o escribas, como Esdras, a quien la Biblia llama "Esdras, el sacerdote, el escriba, escriba de las palabras de los mandamientos de Dios y de sus estatutos para Israel."  "Rabí" como título no aparece en la Biblia hebrea, aunque fuentes rabínicas posteriores lo utilizan ocasionalmente como título para figuras bíblicas sabias.
Con la destrucción de los dos Templos de Jerusalén, el fin de la monarquía judía, y el declive de las instituciones duales de los profetas y el sacerdocio, el foco del liderazgo erudito y espiritual dentro del pueblo judío se desplazó a los sabios de la Hombres de la Gran Asamblea (Anshe Knesset HaGedolah). Esta asamblea estaba compuesta por el primer grupo de "rabinos" en el sentido más moderno de la palabra, en gran parte porque comenzaron la formulación y explicación de lo que se conoció como la "Ley Oral" del judaísmo (Torá SheBe'al Peh). Con el tiempo, esto se codificó en la Mishná y el Talmud y en la erudición rabínica posterior, dando lugar a lo que se conoce como Judaísmo rabínico.

## Gran rabino
Desde la Edad Media empezó a utilizarse la locución «gran rabino» para referirse al jefe espiritual de la comunidad judía (ya fuera escogido por la misma o designado por las autoridades políticas no judías). El término aún se utiliza en algunos países, inclusive en Israel, donde existen dos «grandes rabinatos»: uno asquenazí y otro sefardí. Existe controversia sobre el uso de la locución, pues algunos consideran que el mismo es una imposición cristiana en donde las autoridades del clero deseaban tener un jerarca similar con el cual negociar.

## Funciones
Los rabinos sirven a la comunidad judía. Por lo tanto, sus funciones varían según las necesidades de la comunidad judía a lo largo del tiempo y de un lugar a otro.
Estudio y enseñanzaLos rabinos siempre han sido los principales eslabones de la cadena de transmisión (masorah) por la que el conocimiento de la Torá se ha transmitido a través de las generaciones. Aprender de sus maestros, añadir nuevas ideas propias (hidushim) y enseñar al público han sido siempre las funciones principales del rabinato. El estudio de la Torá es una tarea de toda la vida para un rabino que no termina con la ordenación. Se espera que un rabino reserve un tiempo diario para el estudio. Un rabino que no reponga constantemente su acervo de aprendizaje de la Torá carecerá de los conocimientos, la inspiración y el dominio de la ley y las tradiciones judías necesarios para desempeñar todas las demás funciones rabínicas.
Una vez adquirido, el conocimiento de la Torá debe ser transmitido, porque es la herencia de todo Israel. La enseñanza por parte de los rabinos se produce en muchos lugares: el aula de la escuela, por supuesto, elemental (heder), intermedia (yeshivah) y avanzada (kollel), pero también, especialmente en la antigüedad, en la viña, el mercado y el círculo de discípulos. En muchas sinagogas, el rabino da una breve clase diaria a los que asisten a los servicios de la mañana o de la tarde. El sermón es otra forma de educación pública, que a menudo integra pasajes bíblicos con un mensaje ético contemporáneo, y ninguna comida o celebración judía está completa sin el "d'var Torah del rabino, una breve explicación de versículos bíblicos relacionados con el evento.
Aparte de la instrucción cara a cara, los rabinos que se inclinan por la autoría han compuesto una extensa literatura rabínica, que trata de todos los aspectos de la tradición judía: comentarios bíblicos, códigos de leyes, responsa, tratados místicos y éticos, y colecciones de sermones son ejemplos de géneros comunes de la literatura rabínica.
La justiciaAntes de la emancipación judía, los gobernantes delegaban la disciplina y la resolución de disputas dentro de la comunidad judía (kahal) a la propia comunidad judía. Si una disputa, doméstica o comercial, un agravio o un delito menor, implicaba sólo a residentes judíos, entonces podía resolverse en el tribunal judío de la ciudad de acuerdo con la ley judía. El rabino de la ciudad, con su amplio conocimiento de la ley de la Torá (halajá), debía presidir el tribunal (av beth din), aunque los asesores legos podían unirse a él en el juicio. Las sentencias se aplicaban con multas y varios grados de excomunión comunal cuando era necesario.
Tras la emancipación, los judíos, como ciudadanos de sus países, recurrieron a los tribunales civiles para la resolución de conflictos. Hoy en día los tribunales rabínicos siguen activos bajo los auspicios de cada denominación judía para asuntos religiosos, como la conversión y el divorcio, e incluso, de forma voluntaria, para asuntos civiles cuando las partes eligen voluntariamente que los jueces rabínicos actúen como sus árbitros. En Israel existen tribunales rabínicos para asuntos de estatus personal.
LegislaciónDurante los siglos de autogobierno judío, algunos problemas se consideraban regionales o universales y no podían ser resueltos por un solo rabino actuando en solitario. En esos momentos se convocaban sínodos rabínicos para actuar de forma concertada, reuniendo a los rabinos más destacados de la región para debatir soluciones y promulgar reglamentos vinculantes (takkanot) para sus comunidades. Los reglamentos se referían a asuntos tan diversos como las dotes y el derecho matrimonial, las relaciones con los gentiles, la utilización de los tribunales civiles, la educación de los huérfanos, las medidas contra la falsificación y la contratación de maestros de escuela. La más famosa de estas ordenanzas se atribuye a Rabbeinu Gershom, y probablemente fue promulgada en un sínodo rabínico que convocó hacia el año 1000 de nuestra era. La ordenanza, aún en vigor hoy en día, prohíbe la poligamia entre los judíos de Occidente.
En la era moderna los rabinos han promulgado takkanot en el Estado de Israel, y los principales movimientos judíos, como el reformista, el conservador y el reconstruccionista, promulgan takkanot para sus miembros. En la actualidad, la mayoría de los rabinos de las congregaciones son miembros de una organización rabínica nacional relacionada con su movimiento. Estas incluyen el Consejo Central de Rabinos Americanos para los rabinos reformistas, el Consejo Rabínico de América para los rabinos ortodoxos, y la Asamblea Rabínica para los rabinos conservadores.} y también una asociación de rabinos locales de su ciudad. Cuando estos organismos debaten cuestiones locales y nacionales, funcionan de forma similar a los sínodos rabínicos del pasado.
Supervisión religiosaLa comunidad judía necesita una serie de instituciones religiosas para la vida diaria, y corresponde a los rabinos, con su conocimiento de la ley judía, supervisarlas para asegurarse de que funcionan de acuerdo con la ley judía. Algunos ejemplos serían el sacrificio judío (shejita), las leyes dietéticas judías en las tiendas e instituciones (kashrut), el baño ritual (mikve), la escuela primaria (heder), los límites del sábado (eruvin) y la sociedad de entierro (hevra kadisha). Tradicionalmente, esta función recaía en el rabino de la ciudad. En la era moderna, los rabinos que se especializan en este tipo de supervisión encuentran un empleo a tiempo completo como Mashgiach (supervisor de la ley ritual), y algunas de estas funciones las realizan ahora organizaciones nacionales, como la Unión Ortodoxa, que ofrece certificación kosher.
Asesoramiento pastoralAdemás de responder a preguntas sobre la ley y los rituales judíos, un rabino de la congregación puede ser consultado a menudo para que le aconseje sobre asuntos personales. Gran parte del tiempo de un rabino moderno se dedica al trabajo pastoral, que incluye visitar a los enfermos y oficiar en ocasiones del ciclo vital. En la era premoderna, los rabinos no tenían una formación especial en asesoramiento, sino que se basaban en sus cualidades personales de empatía y cuidado. Estos factores siguen informando el asesoramiento rabínico en la era moderna. Sin embargo, los seminarios rabínicos modernos han instituido cursos de psicología y asesoramiento pastoral como parte del plan de estudios rabínico obligatorio y ofrecen prácticas en asesoramiento y servicios sociales para sus estudiantes rabínicos. Entre los judíos jasídicos, es común acudir al rebbe para pedir consejo sobre asuntos personales.
Dirigir los servicios de oraciónTradicionalmente los rabinos no dirigían los servicios de oración en el sentido moderno. No es necesario que un rabino esté presente en la oración pública. La liturgia judía está fijada e impresa en libros de oración (siddurim), las porciones vocales son cantadas por un cantor (hazan) y la porción de la Torá es leída por un lector entrenado (ba'al koreh). Si el rabino estaba presente, se sentaba delante, cerca del Arca, y como cuestión de respeto, el ritmo al que el rabino recitaba sus oraciones podía marcar el ritmo del servicio. Si surgían preguntas halájicas sobre el servicio de oración, el rabino las respondía.
En las sinagogas modernas, el rabino desempeña un papel más activo en la dirección de los servicios de oración. En algunas sinagogas, se permite que el rabino seleccione pasajes del libro de oraciones para su lectura pública, que omita algunos pasajes para abreviar y que añada oraciones especiales al servicio. El rabino puede guiar a la congregación en la lectura responsiva, anunciar los números de las páginas y comentar la liturgia de vez en cuando. En los servicios sabáticos y festivos, el rabino de la congregación pronunciará un sermón justo antes o después de la lectura de la Torá.
Celebrar los acontecimientos de la vidaLa ley judía no exige la presencia de un rabino en un matrimonio, bar o bat mitzvah, circuncisión, funeral, casa de luto o inauguración de un monumento en un cementerio. Al mismo tiempo, la ley judía ha prescrito requisitos para cada uno de estos eventos y rituales. Por lo tanto, se hizo costumbre que los rabinos estuvieran presentes y dirigieran a la comunidad en la celebración y en el duelo. En la era moderna, es prácticamente obligatorio contar con la participación del rabino en estos eventos, y atender a la congregación en estos entornos se ha convertido en un aspecto importante del rabinato moderno.
El divorcio judío, que requiere un tribunal rabínico (beth din), siempre contará con la presencia de rabinos.
Obras de caridadLa sinagoga ha sido un lugar donde se recoge la caridad cada día de la semana después de los servicios y luego se distribuye a los necesitados antes de los sábados y las fiestas. Sin embargo, en la actualidad la mayoría de las sinagogas sugieren que los congregantes apoyen a la sinagoga mediante el pago de una cuota anual, que suele cobrarse mensualmente. No era el rabino quien recaudaba estas sumas; esa tarea se asignaba al sacristán, a los guardianes de la caridad y a las asociaciones benéficas. Pero era tarea del rabino enseñar que la caridad (tzedaká) es un valor judío fundamental. El rabino lo hacía predicando, enseñando y con el ejemplo: acogiendo a estudiantes pobres de la yeshiva en la mesa de su casa y ofreciendo a los viajeros judíos una comida kosher. Maimónides formuló una escalera que consistía en ocho grados de caridad, que comenzaba con la donación a regañadientes y terminaba con la enseñanza de un oficio a alguien.